# Registro Nacional de Lugares Históricos em Manhattan abaixo da 14th Street
Esta é uma lista de propriedades e distritos listados no Registro Nacional de Lugares Históricos em Manhattan abaixo da 14th Street, que é uma parte significativa do distrito de Manhattan na cidade de Nova Iorque. Por sua vez, o distrito de Manhattan é co-existente com o condado de Nova Iorque. Para todas as propriedades e distritos de Manhattan, consulte as listagens do Registro Nacional de Lugares Históricos em Manhattan.

## Listagem atual
A relação a seguir lista as 186 entradas atuais pertencentes ao Registro Nacional de Lugares Históricos e são baseadas em inscrições no Banco de Dados do Cadastro Nacional de Informações. Há inclusões frequentes e exclusões ocasionais à lista, fazendo com que as entradas mostradas aqui sejam aproximadas e não oficiais. Os primeiros marcos foram designados em 15 de outubro de 1966 e o mais recente em 22 de abril de 2021.
Legenda:
| NRHP | Registro Nacional de Lugares Históricos |
| NHL  | Marco Histórico Nacional                |
| NHLD | Distrito Histórico Nacional             |
| HD   | Distrito Histórico                      |
| NHS  | Local Histórico Nacional                |
| NMEM | Memorial Nacional dos EUA               |
| NMON | Monumento Nacional dos EUA              |
| NHP  | Parque Histórico Nacional dos EUA       |
| NMP  | Parque Nacional Militar dos EUA         |

| [ 2 ] | Nome                                                          | Imagem | Inclusão                | Endereço e coordenadas | Bairro                            | NRIS      | Observações |
| ----- | ------------------------------------------------------------- | ------ | ----------------------- | --- | --------------------------------- | --------- | --- |
| 1     | 75 Murray Street Building                                     |        | 3 de abril de 1973      | 75 Murray St. | TriBeCa                           | 73001213  | Uma das primeiras fachadas de ferro fundido; criado por James Bogardus; construído em 1858 |
| 2     | ADMIRAL DEWEY (rebocador)                                     |        | 27 de dezembro de 2002  | Pier 16, East River | South Street Seaport              | 02001619  | |
| 3     | African Burial Ground                                         |        | 19 de abril de 1993     | Arredores da Broadway e Reade St. | Civic Center                      | 93001597  | Local contendo os restos mortais de mais de 400 africanos enterrados durante os séculos XVII e XVIII |
| 4     | AMBROSE (navio-farol)                                         |        | 4 de novembro de 1989   | Pier 16, East River, Manhattan | South Street Seaport              | 84002758  | Farol para o Porto de Nova Iorque, 1908-1933; agora no Museu de South Street Seaport |
| 5     | American Bank Note Company Building                           |        | 30 de novembro de 1999  | 70 Broad St. | Financial District                | 99001436  | Casa da American Bank Note Company em 1908. Agora propriedade da Global Financial Capital of New York, fundada por Maharishi Mahesh Yogi                                                                                   |
| 6     | American Stock Exchange                                       |        | 2 de junho de 1978      | 86 Trinity Pl. | Financial District                | 78001867  | Construído em 1921; antiga sede da American Stock Exchange |
| 7     | American Thread Building                                      |        | 20 de janeiro de 2005   | 260 W. Broadway | TriBeCa                           | 04001532  | |
| 8     | Astor Place Subway Station (IRT)                              |        | 17 de setembro de 2004  | Junção da Bowery, Astor Place e Lafayette St.                                                                                         | East Village                      | 04001013  | Estação de metrô (linhas 4, 6 e <6>) concluída em 1904; uma das vinte e oito estações originais |
| 9     | Bank of New York Building                                     |        | 28 de agosto de 2003    | 48 Wall St. | Financial District                | 03000847  | Construído em 1928; terreno usado pelo banco desde 1797; modificado para abrigar o Museu das Finanças Americanas |
| 10    | Battery Park Control House                                    |        | 6 de maio de 1980       | State St. e Battery Pl. | Financial District                | 80002669  | Casa de controle do metrô para as linhas 4 e 5 construída em 1929; estruturas de tijolo e pedra que se assemelham a pavilhões de jardim; "Casa de controle" refere-se ao controle do fluxo de passageiros                  |
| 11    | Bayard-Condict Building                                       |        | 8 de dezembro de 1976   | 65-69 Bleecker St. | Greenwich Village                 | 76001236  | Única obra do arquiteto Louis Sullivan na cidade de Nova York; construído entre 1897 e 1899; estilo escola de Chicago |
| 12    | Beaver Building                                               |        | 6 de julho de 2005      | 82-92 Beaver St. | Financial District                | 05000668  | Edifício de forma triangular; desenhado por Clinton e Russell; concluído em 1904 |
| 13    | Bell Telephone Laboratories                                   |        | 15 de maio de 1975      | 463 West St. | West Village                      | 75001202  | Complexo de 13 edifícios; casa da Bell Telephone Laboratories entre 1898 e 1966 |
| 14    | Beth Hamedrash Hagodol Synagogue                              |        | 30 de novembro de 1999  | 60-64 Norfolk St. | Lower East Side                   | 99001438  | Sinagoga ortodoxa; a mais antiga congregação judaica ortodoxa russa nos Estados Unidos; estrutura neogótica; 1850 |
| 15    | Bialystoker Synagogue                                         |        | 26 de abril de 1972     | 7-13 Willett St. | Lower East Side                   | 72000861  | Edifício construído em 1826; arquitetura de estilo federal tardio; originalmente Igreja Metodista Episcopal; agora uma sinagoga judia ortodoxa                                                                             |
| 16    | Bleecker Street Subway Station (IRT)                          |        | 17 de setembro de 2004  | Junção da Bleecker e Lafayette Sts.                                                                                                   | Greenwich Village                 | 04001012  | Estação de metrô (linhas 4, 6 e <6>); apresenta placas decorativas de cerâmica feitas para o metrô IRT original pela Grueby Faience Company em 1904                                                                        |
| 17    | Bouwerie Lane Theater                                         |        | 23 de abril de 1980     | 330 Bowery St. | NoHo                              | 80002671  | Desenhado por Henry Engelbert; construído em 1873-74; originalmente Bond Street Savings Bank; construção de ferro fundido; estilo do Segundo Império Francês; convertido em teatro em 1963                                 |
| 18    | The Bowery Historic District                                  |        | 20 de fevereiro de 2013 | Chatham Square até Cooper Square | Bowery                            | 13000027  | Uma das paisagens urbanas mais diversificadas do ponto de vista arquitetônico e historicamente significativas da cidade; primeira residência para muitos grupos de imigrantes.                                             |
| 19    | Bowery Savings Bank                                           |        | 23 de abril de 1980     | 130 Bowery St. | Bowery                            | 80002672  | Primeira sede do Bowery Savings Bank; desenhado por Stanford White; construído em 1893 |
| 20    | Bowling Green Fence and Park                                  |        | 9 de abril de 1980      | Broadway e Beaver Sts. | South Ferry                       | 80002673  | Pequeno parque público em Lower Manhattan; mais antigo parque público existente na cidade de Nova York |
| 21    | Broad Exchange Building                                       |        | 13 de abril de 1998     | 25 Broad St. | Financial District                | 98000366  | O edifício de 1902 já foi o maior edifício de escritórios do distrito financeiro. Agora é um edifício residencial de luxo                                                                                                  |
| 22    | Ponte do Brooklyn                                             |        | 15 de outubro de 1966   | Atravessa o Rio East do Brooklyn até Manhattan                                                                                        | Civic Center                      | 66000523  | Uma das pontes suspensas mais antigas dos Estados Unidos; com 1 825 metros de comprimento; parte icônica do horizonte de Nova York                                                                                         |
| 23    | Brooklyn Bridge-City Hall Subway Station (IRT)                |        | 6 de julho de 2005      | Abaixo da Centre St. entre Chambers e Frankfort Sts.                                                                                  | Civic Center                      | 05000674  | Estação de metrô (linhas 4, 5, 6 e <6>) |
| 24    | James Brown House                                             |        | 11 de agosto de 1983    | 326 Spring St. | Hudson Square                     | 83001717  | Exemplo raro de arquitetura federal em Nova York; construído antes de 1812; casa de James Brown, veterano da Guerra Revolucionária; local de um dos bares mais antigos da cidade                                           |
| 25    | Building at 19 Rector St.                                     |        | 22 de maio de 2002      | 19 Rector St., 88 Greenwich St. | Financial District                | 02000551  | |
| 26    | Building at 21 West Street                                    |        | 12 de março de 1999     | 21 West St. | Financial District                | 99000316  | |
| 27    | Building at 116 John Street                                   |        | 20 de junho de 2014     | 116 John St. | Financial District                | 14000331  | Edifício Art déco do início da década de 1930 é um dos últimos arranha-céus erguidos durante o boom da construção na década de 1920. Convertido em apartamentos em 2010.                                                   |
| 28    | Building at 254-260 Canal Street                              |        | 7 de junho de 2006      | 254-260 Canal St. | Chinatown                         | 06000475  | |
| 29    | Building at 376-380 Lafayette Street                          |        | 28 de dezembro de 1979  | 376-380 Lafayette Street | NoHo                              | 79001600  | |
| 30    | Building at 361 Broadway                                      |        | 15 de setembro de 1983  | 361 Broadway | TriBeCa                           | 83001718  | |
| 31    | Building at 85 Leonard Street                                 |        | 23 de abril de 1980     | 85 Leonard St. | TriBeCa                           | 80002675  | |
| 32    | Caffe Cino                                                    |        | 9 de novembro de 2017   | 31 Cornelia St. | West Village                      | 100001802 | Café reconhecido como o berço do teatro off-off-Broadway e por ser o pioneiro do teatro gay no início dos anos 1970. |
| 33    | Cary Building                                                 |        | 15 de setembro de 1983  | 105–107 Chambers St. | TriBeCa                           | 83001719  | |
| 34    | Monumento Nacional Castle Clinton                             |        | 15 de outubro de 1966   | South Ferry | Battery Park                      | 66000537  | |
| 35    | Chamber of Commerce Building                                  |        | 6 de fevereiro de 1973  | 65 Liberty St. | Financial District                | 73001214  | |
| 36    | Chambers Street Subway Station (Dual System BMT)              |        | 6 de julho de 2005      | Abaixo do Municipal Building entre Chambers, Centre e Duane Sts. e Lafayette Plaza                                                    | Civic Center                      | 05000669  | Estação de metrô (linhas J e Z) |
| 37    | Chambers Street Subway Station (Dual System IRT)              |        | 30 de março de 2005     | Abaixo da West Broadway entre Warren, Chambers e Reade Sts.                                                                           | Financial District e TriBeCa      | 05000234  | Estação de metrô (linhas 1, 2 e 3) |
| 38    | Charles Street House at No. 131                               |        | 3 de novembro de 1972   | 131 Charles St. | West Village                      | 72000866  | |
| 39    | Distrito Histórico Charlton-King-Vandam                       |        | 20 de julho de 1973     | Aproximadamente delimitado pela Varick, Vandam, MacDougal e King Sts.                                                                 | South Village                     | 73001215  | |
| 40    | Distrito Histórico de Chinatown e Little Italy                |        | 12 de fevereiro de 2010 | Aproximadamente delimitado pela Baxter St., Centre St., Cleveland Pl. e Lafayette St. à oeste; Jersey St. e E. Houston                | Chinatown e Little Italy          | 10000012  | Chinatown e Little Italy são dois dos enclaves étnicos mais importantes da cidade |
| 41    | Christodora House                                             |        | 20 de março de 1983     | 147 Ave. B | East Village e Alphabet City      | 86000486  | Auge do movimento de assentamento idealista em Nova York |
| 42    | Church of the Ascension (Protestant Episcopal)                |        | 23 de dezembro de 1987  | 36-38 Fifth Ave. | Greenwich Village                 | 87002593  | |
| 43    | Church of the Transfiguration                                 |        | 16 de abril de 1980     | 25 Mott St. | Chinatown                         | 80002682  | |
| 44    | City Hall                                                     |        | 15 de outubro de 1966   | Broadway e Chambers St. | Civic Center                      | 66000539  | |
| 45    | City Hall Subway Station (IRT)                                |        | 17 de setembro de 2004  | Park Row e City Hall Park | Civic Center                      | 04001010  | Estação de metrô (fechada) |
| 46    | City Pier A                                                   |        | 27 de junho de 1975     | Extremo sul de Battery Pl. no Rio Hudson                                                                                              | Battery Park                      | 75001203  | |
| 47    | Cooper Union                                                  |        | 15 de outubro de 1966   | Cooper Square, 7th St., e 4th Ave. | East Village                      | 66000540  | |
| 48    | Corbin Building                                               |        | 18 de dezembro de 2003  | 192 Broadway | Financial District                | 03001302  | |
| 49    | Devinne Press Building                                        |        | 14 de setembro de 1977  | 393-399 Lafayette St. | NoHo                              | 77000955  | |
| 50    | Eldridge Street Synagogue                                     |        | 28 de março de 1980     | 12-16 Eldridge St. | Chinatown                         | 80002687  | |
| 51    | Eleventh Street Methodist Episcopal Church                    |        | 30 de dezembro de 2011  | 543-547 E. 11th St. | East Village                      | 11000968  | |
| 52    | Empire Building                                               |        | 28 de agosto de 1998    | 71 Broadway | Financial District                | 83004643  | |
| 53    | Equitable Building                                            |        | 2 de junho de 1978      | 120 Broadway | Financial District                | 78001869  | |
| 54    | Memorial Nacional Federal Hall                                |        | 15 de outubro de 1966   | Wall e Nassau Sts. | Financial District                | 66000095  | |
| 55    | Federal Office Building                                       |        | 30 de agosto de 1974    | 641 Washington St. | Greenwich Village                 | 74001267  | |
| 56    | Federal Reserve Bank of New York                              |        | 6 de maio de 1980       | 33 Liberty St. | Financial District                | 80002688  | |
| 57    | Firehouse, Engine Company 31                                  |        | 20 de janeiro de 1972   | 87 Lafayette St. | Civic Center                      | 72000870  | |
| 58    | Firehouse, Engine Company 33                                  |        | 16 de março de 1972     | 44 Great Jones St. | NoHo                              | 72000871  | |
| 59    | First Houses                                                  |        | 18 de dezembro de 1979  | E. 3rd St. e Ave. A | East Village                      | 79001602  | |
| 60    | First National City Bank                                      |        | 18 de agosto de 1972    | 55 Wall St. | Financial District                | 72000872  | |
| 61    | First Police Precinct Station House                           |        | 29 de outubro de 1982   | South St. e Old Slip | Financial District                | 82001193  | |
| 62    | First Romanian-American Congregation Synagogue                |        | 12 de março de 1998     | 89-93 Rivington St. | Lower East Side                   | 98000239  | |
| 63    | First Shearith Israel Graveyard                               |        | 17 de abril de 1980     | 55-57 St. James Pl. | Lower East Side                   | 80002689  | |
| 64    | Hamilton Fish House                                           |        | 31 de julho de 1972     | 21 Stuyvesant St. | East Village                      | 72001456  | |
| 65    | Former Emigrant Industrial Savings Bank                       |        | 25 de fevereiro de 1982 | 51 Chambers St. | Civic Center                      | 82003375  | |
| 66    | Former New York Life Insurance Company Building               |        | 28 de junho de 1982     | 346 Broadway | Civic Center                      | 82003376  | |
| 67    | Former Police Headquarters Building                           |        | 28 de março de 1980     | 240 Centre St. | Little Italy                      | 80002690  | |
| 68    | Fourteenth Ward Industrial School                             |        | 27 de janeiro de 1983   | 256-258 Mott St. | Nolita                            | 83001724  | |
| 69    | Fraunces Tavern Block                                         |        | 28 de abril de 1977     | Delimitado pela Pearl, Water, Broad Sts. e Coenties Slip                                                                              | Financial District                | 77000957  | |
| 70    | Fraunces Tavern                                               |        | 6 de março de 2008      | 54 Pearl St. | Financial District                | 08000140  | |
| 71    | Distrito Histórico Fulton-Nassau                              |        | 7 de setembro de 2005   | Aproximadamente delimitado pela Broadway e Park Row, Nassaue, Dutch e Willim Sts, Ann e Spruce Sts. e Liberty St.                     | Lower Manhattan                   | 05000988  | |
| 72    | Distrito Histórico de Gansevoort Market                       |        | 30 de maio de 2007      | Aproximadamente delimitado pela W 16th St., Ninth Ave., e Hudson St., Gansevoort St.; West St. e Eleventh Ave.                        | Meatpacking District              | 07000487  | |
| 73    | German Evangelical Lutheran Church of St. Mark                |        | 15 de abril de 2004     | 323 E. 6th St. | East Village                      | 04000296  | |
| 74    | Gouverneur Hospital                                           |        | 29 de outubro de 1982   | 621 Water St. | Lower East Side                   | 82001194  | |
| 75    | Grace Church and Dependencies                                 |        | 22 de dezembro de 1977  | Broadway, 10th St., e 4th Ave. | Greenwich Village                 | 74001270  | |
| 76    | Distrito Histórico de Greenwich Village                       |        | 19 de junho de 1979     | Aproximadamente delimitado pela W. 13th St., St. Luke's Pl., University Pl., e Washington St.                                         | Greenwich Village                 | 79001604  | |
| 77    | Lorraine Hansberry House                                      |        | 22 de abril de 2021     | 337 Bleeker St. | West Village                      | 100006490 | |
| 78    | E. V. Haughwout Building                                      |        | 28 de agosto de 1973    | 488-492 Broadway | SoHo                              | 73001218  | Lugar do primeiro elevador de passageiros bem-sucedido do mundo, um elevador hidráulico projetado para o prédio por Elisha Graves Otis.                                                                                    |
| 79    | Henry Street Settlement and Neighborhood Playhouse            |        | 13 de setembro de 1974  | 263-267 Henry St. e 466 Grand St. | Lower East Side                   | 74001272  | |
| 80    | Holland Tunnel                                                |        | 4 de novembro de 1993   | Conecta Lower Manhattan e Jersey City, correndo por baixo do Rio Hudson                                                               | TriBeCa e Hudson Square           | 93001619  | |
| 81    | Hotel Albert                                                  |        | 13 de junho de 2012     | 23 E. 10th St. | Greenwich Village                 | 12000329  | |
| 82    | Houses at 26, 28 and 30 Jones Street                          |        | 3 de junho de 1982      | 26, 28 e 30 Jones St. | Greenwich Village                 | 82003379  | |
| 83    | Isaac T. Hopper House                                         |        | 22 de maio de 1986      | 110 Second Ave. | East Village                      | 86001155  | |
| 84    | House at 203 Prince Street                                    |        | 26 de maio de 1983      | 203 Prince St. | SoHo                              | 83001731  | |
| 85    | House at 37 East 4th Street                                   |        | 3 de janeiro de 1980    | 37 E. 4th St. | NoHo                              | 80002695  | |
| 86    | House at 51 Market Street                                     |        | 29 de julho de 1977     | 51 Market St. | Two Bridges                       | 77000959  | |
| 87    | Houses at 83 and 85 Sullivan Street                           |        | 17 de novembro de 1980  | 83-85 Sullivan St. | SoHo                              | 80002696  | |
| 88    | Insurance Company of North America Building                   |        | 30 de novembro de 1999  | 99 John St. | Financial District                | 99001425  | |
| 89    | International Mercantile Marine Company Building              |        | 2 de março de 1991      | 1 Broadway | Financial District                | 91000108  | |
| 90    | J. P. Morgan & Co. Building                                   |        | 19 de junho de 1972     | 23 Wall St. | Financial District                | 72000874  | |
| 91    | JOHN A. LYNCH (balsa)                                         |        | 7 de setembro de 1984   | Pier 15, East River, Manhattan | South Street Seaport              | 84002775  | Não mais ancorado no Píer 15. Encontra-se agora meio submerso. |
| 92    | John Street Building No. 170-176                              |        | 13 de maio de 1971      | 170-176 John St. | Financial District                | 71000546  | |
| 93    | Igreja Metodista John Street                                  |        | 4 de junho de 1973      | 44 John St. | Financial District                | 73001219  | |
| 94    | Joralemon Street Tunnel                                       |        | 9 de fevereiro de 2006  | Saída subterrânea do túnel em Bowling Green (State St.) para baixo do Rio East até Joralemon St. e Willow Place.                      | Bowling Green, Financial District | 06000015  | Túnel do metrô para as linhas 4 e 5 |
| 95    | Judson Memorial Church, Campanile, and Judson Hall            |        | 16 de outubro de 1974   | Washington Sq. na Thompson St. | Greenwich Village                 | 74001274  | |
| 96    | Julius' Bar                                                   |        | 20 de abril de 2016     | 188 Waverly Place | West Village                      | 16000242  | Muitas vezes descrito como o mais antigo bar gay em funcionamento contínuo de Nova York. Foi local de protesto em 1966 que permitiu operar como um.                                                                        |
| 97    | Kehila Kedosha Janina Synagogue                               |        | 30 de novembro de 1999  | 280 Broome St. | Lower East Side                   | 99001430  | |
| 98    | LaGrange Terrace                                              |        | 12 de dezembro de 1976  | 428-434 Lafayette St. | NoHo                              | 76001242  | Conhecido também como Colonnade Row |
| 99    | Lee, Higginson & Company Bank Building                        |        | 7 de junho de 2006      | 41 Broad St. | Financial District                | 06000476  | |
| 100   | Daniel LeRoy House                                            |        | 29 de outubro de 1982   | 20 St. Mark's Pl. | East Village                      | 82001200  | |
| 101   | LETTIE G. HOWARD (escuna)                                     |        | 7 de setembro de 1984   | South Street Seaport Museum | South Street Seaport              | 84002779  | |
| 102   | Liberty Tower                                                 |        | 15 de setembro de 1983  | 55 Liberty St. | Financial District                | 83001734  | |
| 103   | LILAC, United States Lighthouse Tender                        |        | 7 de janeiro de 2005    | Pier 40 | Greenwich Village                 | 04001441  | |
| 104   | Lower East Side Historic District                             |        | 7 de setembro de 2000   | Aproximadamente delimitado pela Allen Street, East Houston, Essex Street, Canal Street, Eldridge Street, East Broadway e Grand Street | Lower East Side                   | 00001015  | |
| 105   | MacDougal-Sullivan Gardens Historic District                  |        | 30 de junho de 1983     | 74–76 MacDougal St., 170–188 Sullivan St.                                                                                             | South Village                     | 83001736  | |
| 106   | MACHIGONNE (balsa)                                            |        | 3 de dezembro de 1992   | Pier 25 | TriBeCa                           | 92001610  | |
| 107   | Macmillan Building                                            |        | 1 de novembro de 2006   | 60–62 Fifth Ave. | Greenwich Village                 | 06000973  | Agora usado pela Forbes Magazine |
| 108   | Manhattan Bridge                                              |        | 30 de agosto de 1983    | Estende-se pelo Rio East entre Front e Canal St.                                                                                      | Two Bridges                       | 83001694  | |
| 109   | Manhattan Company Building                                    |        | 16 de junho de 2000     | 40 Wall St. | Financial District                | 00000577  | |
| 110   | Mariner's Temple                                              |        | 16 de abril de 1980     | 12 Oliver St. | Two Bridges                       | 80002700  | |
| 111   | Metropolitan Savings Bank                                     |        | 12 de dezembro de 1976  | 9 E. 7th St. | East Village                      | 76001243  | |
| 112   | Edward Mooney House                                           |        | 12 de dezembro de 1976  | 18 Bowery | Chinatown                         | 76001245  | |
| 113   | Municipal Building                                            |        | 18 de outubro de 1972   | Chambers na Centre St. | Civic Center                      | 72000879  | |
| 114   | Municipal Ferry Pier                                          |        | 12 de dezembro de 1976  | 11 South St. | South Ferry                       | 76001246  | |
| 115   | National City Bank                                            |        | 2 de junho de 1978      | 55 Wall St. | Financial District                | 78001875  | |
| 116   | New York City Marble Cemetery                                 |        | 17 de setembro de 1980  | 52–74 E. 2nd St. | East Village                      | 80002703  | |
| 117   | New York Cotton Exchange                                      |        | 7 de janeiro de 1972    | 1 Hanover Sq. | Financial District                | 72001586  | |
| 118   | New York County Lawyers' Association Building                 |        | 29 de outubro de 1982   | 14 Vesey St. | Financial District                | 82001201  | |
| 119   | New York Evening Post Building                                |        | 22 de setembro de 2000  | 75 West St. | Financial District                | 00001160  | |
| 120   | New York Marble Cemetery                                      |        | 17 de setembro de 1980  | Entre East 2nd e 3rd Sts.,2nd Ave. e Bowery                                                                                           | East Village                      | 80004475  | |
| 121   | New York Shakespeare Festival Public Theater                  |        | 2 de dezembro de 1970   | 425 Lafayette St. | NoHo                              | 70000424  | |
| 122   | New York Stock Exchange                                       |        | 2 de junho de 1978      | 11 Wall St. | Financial District                | 78001877  | |
| 123   | New York Studio School of Drawing, Painting and Sculpture     |        | 27 de abril de 1992     | 8–14 W. 8th St. | Greenwich Village                 | 92001877  | |
| 124   | New York Telephone Company Building                           |        | 30 de abril de 2009     | 140 West St. | TriBeCa                           | 09000257  | |
| 125   | No. 8 Thomas Street Building                                  |        | 30 de abril de 1980     | 8 Thomas St. | Lower Manhattan                   | 80002705  | |
| 126   | Odd Fellows Hall                                              |        | 22 de setembro de 1983  | 165–171 Grand St. | Little Italy                      | 83001737  | |
| 127   | Old Merchant's House                                          |        | 15 de outubro de 1966   | 29 E. 4th St. | Lower Manhattan                   | 66000548  | Também conhecido como Merchant's House Museum |
| 128   | Old New York Evening Post Building                            |        | 16 de agosto de 1977    | 20 Vesey St. | Financial District                | 77000963  | |
| 129   | Old St. Patrick's Cathedral Complex                           |        | 29 de agosto de 1977    | Mott e Prince Sts. | Nolita                            | 77000964  | |
| 130   | Ottendorfer Public Library and Stuyvesant Polyclinic Hospital |        | 22 de julho de 1979     | 135 e 137 2nd Ave. | East Village                      | 79001607  | |
| 131   | Park Row Building                                             |        | 16 de novembro de 2005  | 15 Park Row | Financial District                | 05001287  | |
| 132   | Charlie Parker Residence                                      |        | 7 de abril de 1994      | 151 Charlie Parker Pl. (Avenue B) | Alphabet City                     | 94000262  | |
| 133   | Puck Building                                                 |        | 21 de julho de 1983     | 295–309 Lafayette St. | Nolita                            | 83001740  | |
| 134   | Robbins & Appleton Building                                   |        | 29 de outubro de 1982   | 1–5 Bond St. | NoHo                              | 82001204  | |
| 135   | St. Augustine's Chapel                                        |        | 6 de maio de 1980       | 290 Henry St. | Lower East Side                   | 80002718  | Também conhecida como All Saints Free Church |
| 136   | St. James Church                                              |        | 24 de julho de 1972     | 32 James St. | Two Bridges                       | 72000884  | |
| 137   | St.-Marks-In-The-Bowery                                       |        | 19 de junho de 1972     | E. 10th St. e 2nd Ave. | East Village                      | 72000885  | |
| 138   | St. Mark's Historic District                                  |        | 13 de novembro de 1974  | Aproximadamente delimitado pela 2nd e 3rd Aves. e E. 9th e 11th Sts.                                                                  | East Village                      | 74001276  | |
| 139   | St. Paul's Chapel                                             |        | 15 de outubro de 1966   | 209 Broadway, entre Fulton e Vesey Sts.                                                                                               | Financial District                | 66000551  | |
| 140   | St. Peter's Roman Catholic Church                             |        | 23 de abril de 1980     | 22 Barclay St. | Financial District                | 80002721  | |
| 141   | Schermerhorn Row Block                                        |        | 18 de fevereiro de 1971 | Quarteirão delimitado pela Front, Fulton, e South Sts., e Burling Slip                                                                | South Street Seaport              | 71000547  | |
| 142   | Gen. Winfield Scott House                                     |        | 7 de novembro de 1973   | 24 W. 12th St. | Greenwich Village                 | 73001222  | |
| 143   | Sea and Land Church                                           |        | 9 de abril de 1980      | 61 Henry St. | Lower East Side                   | 80002716  | próximo da Ponte de Manhattan |
| 144   | SHEARWATER (escuna)                                           |        | 9 de março de 2009      | N. Cove Marina | Lower Manhattan                   | 09000135  | |
| 145   | Alfred E. Smith House                                         |        | 28 de novembro de 1972  | 25 Oliver St. | Two Bridges                       | 72000882  | |
| 146   | Fleming Smith Warehouse                                       |        | 26 de maio de 1983      | 451–453 Washington St. | TriBeCa                           | 83001745  | |
| 147   | Soho Historic District                                        |        | 29 de junho de 1978     | Delimitado aproximadamente pela West Broadway, Houston, Crosby e Canal Streets                                                        | SoHo                              | 78001883  | Maior coleção de edifícios de ferro fundido do mundo |
| 148   | South Street Seaport                                          |        | 18 de outubro de 1972   | Delimitado pela Burling (John St.) e Peck Slips, e Water e South Sts.                                                                 | South Street Seaport              | 72000883  | |
| 149   | South Street Seaport Historic District                        |        | 12 de dezembro de 1978  | Aproximadamente delimitado pelo Rio East, Ponte do Brooklyn, Fletcher Alley, Pearl, e South Sts.                                      | South Street Seaport              | 78001884  | |
| 150   | South Village Historic District                               |        | 24 de fevereiro de 2014 | Aproximadamente Bedford, Carmine, Downing, Grand, Jones, Leroy, MacDougal, Prince, W. 3rd, W. Houston Sts., LaGuardia Pl.             | South Village                     | 14000026  | |
| 151   | Stanton Street Shul                                           |        | 10 de outubro de 2002   | 180 Stanton St. | Lower East Side                   | 02001116  | |
| 152   | A. T. Stewart Company Store                                   |        | 2 de junho de 1978      | 280 Broadway | Civic Center                      | 78001885  | |
| 153   | Stone Street Historic District                                |        | 12 de novembro de 1999  | Stone, Pearl e S. William Sts. e Mill Ln.                                                                                             | Financial District                | 99001330  | |
| 154   | Stonewall                                                     |        | 27 de maio de 1999      | Aproximadamente delimitado pela Greenwich Ave., Seventh Ave., Washington Place, e Sixth Ave.                                          | Greenwich Village                 | 99000562  | Local da rebelião de Stonewall, início do movimento moderno pelos direitos dos homossexuais |
| 155   | Substation 235                                                |        | 9 de fevereiro de 2006  | 23 W. 13th St. | Greenwich Village                 | 06000022  | |
| 156   | Substation 409                                                |        | 9 de fevereiro de 2006  | 163 Essex St. | Lower East Side                   | 06000020  | |
| 157   | Surrogate's Court                                             |        | 29 de janeiro de 1972   | 31 Chambers St. | Civic Center                      | 72000888  | |
| 158   | Tenement Building at 97 Orchard Street                        |        | 19 de maio de 1992      | 97 Orchard St. | Lower East Side                   | 92000556  | Operado como Lower East Side Tenement National Historic Site |
| 159   | Third Judicial District Courthouse                            |        | 9 de novembro de 1972   | 425 Avenue of the Americas | Greenwich Village                 | 72000875  | Conhecido como Biblioteca Jefferson Market |
| 160   | Triangle Shirtwaist Factory                                   |        | 17 de julho de 1991     | 23–29 Washington Pl. | Greenwich Village                 | 91002050  | Local do incêndio na fábrica da Triangle Shirtwaist que levou a reformas de segurança no local de trabalho. Agora, Brown Building of Science, parte da NYU                                                                 |
| 161   | Trinity Church and Graveyard                                  |        | 8 de dezembro de 1976   | Broadway e Wall St. | Financial District                | 76001252  | |
| 162   | Tweed Courthouse                                              |        | 25 de setembro de 1974  | 52 Chambers St. | Civic Center                      | 74001277  | |
| 163   | Two Bridges Historic District                                 |        | 29 de agosto de 2003    | Aproximadamente delimitado pela E. Broadway, Market St., Cherry St., Catherine St., Madison St., e St. James Place                    | Two Bridges                       | 03000845  | |
| 164   | US Courthouse                                                 |        | 2 de setembro de 1987   | 40 Foley Sq. | Civic Center                      | 87001596  | |
| 165   | U.S. Customhouse                                              |        | 31 de janeiro de 1972   | Bowling Green | Financial District                | 72000889  | |
| 166   | United States Appraisers Store                                |        | 11 de janeiro de 2017   | 201 Varick St. | Hudson Square                     | 100000496 | Prédio Art Déco de 1929 agora usado como escritórios do governo federal |
| 167   | US Post Office-Canal Street Station                           |        | 11 de maio de 1989      | 350 Canal St. | TriBeCa                           | 88002358  | |
| 168   | US Post Office-Church Street Station                          |        | 11 de maio de 1989      | 90 Church St. | Civic Center                      | 88002359  | |
| 169   | US Post Office-Cooper Station                                 |        | 11 de maio de 1989      | 96 Fourth St. | East Village                      | 88002360  | |
| 170   | US Post Office-Knickerbocker Station                          |        | 11 de maio de 1989      | 130 E. Broadway | Lower East Side                   | 88002362  | |
| 171   | University Settlement House                                   |        | 11 de setembro de 1986  | 184 Eldridge St. | Lower East Side                   | 86002515  | |
| 172   | Stephen Van Rensselar House                                   |        | 16 de junho de 1983     | 149 Mulberry St. | Little Italy                      | 83001751  | |
| 173   | Van Tassell and Kearney Horse Auction Mart                    |        | 29 de novembro de 2007  | 126–128 E 13th St. | East Village                      | 07001233  | |
| 174   | W. O. DECKER (rebocador)                                      |        | 13 de setembro de 1996  | 207 Front St., Pier No. 16, South Street Seaport Museum                                                                               | South Street Seaport              | 96000962  | |
| 175   | Wall and Hanover Building                                     |        | 16 de novembro de 2005  | 63 Wall St. | Financial District                | 05001288  | |
| 176   | Wall Street Historic District                                 |        | 20 de fevereiro de 2007 | Aproximadatamente delimitado pela Cedar St. e Maiden Ln., Pearl St., Bridge e S. William St., e Greenwich St. e Trinity Pl.           | Financial District                | 07000063  | |
| 177   | Wall Street Subway Station (IRT)                              |        | 17 de setembro de 2004  | Abaixo da Broadway na Wall, Pine, Rector Sts. e Exchange Place                                                                        | Financial District                | 04001011  | Estação de metrô (linhas 4 e 5) |
| 178   | Wallace Building                                              |        | 28 de agosto de 2003    | 56–58 Pine St. | Financial District                | 03000848  | |
| 179   | James Watson House                                            |        | 24 de julho de 1972     | 7 State St. | Financial District                | 72000891  | |
| 180   | WAVERTREE                                                     |        | 13 de junho de 1978     | Pier 17, pé da Fulton St. | South Street Seaport              | 78001887  | |
| 181   | West 4th Street Subway Station (IND)                          |        | 30 de março de 2005     | Abaixo da Sixth Ave. entre W 3rd St. e Waverly Place                                                                                  | Greenwich Village                 | 05000223  | Estação de metrô (linhas A, B, C, D, E, F, <F> e M) |
| 182   | West Street Building                                          |        | 25 de janeiro de 2007   | 90 West St. | Financial District                | 06001303  | |
| 183   | Westbeth                                                      |        | 8 de dezembro de 2009   | 55 Bethune Street | West Village                      | 09001085  | Edifícios industriais transformados em espaço para artistas é um dos primeiros exemplos de reutilização adaptativa nos EUA. Veja também Bell Telephone Laboratories, os mesmos edifícios listados por um motivo diferente. |
| 184   | Westchester House                                             |        | 20 de março de 1986     | 541–551 Broome St. | Bowery                            | 86000450  | Também conhecido como Pioneer Hotel |
| 185   | Woolworth Building                                            |        | 13 de novembro de 1966  | 233 Broadway | Civic Center                      | 66000554  | |
| 186   | Yiddish Art Theatre                                           |        | 19 de setembro de 1985  | 189 Second Ave. | East Village                      | 85002427  | |